# Rallye du Var
Le rallye du Var est un rallye automobile sur asphalte créé en 1950, basé à Sainte-Maxime. Disputé en novembre, il cloture traditionnellement le Championnat de France des rallyes. Les épreuves spéciales se situent dans le Massif des Maures, traversant par exemple les communes de Gonfaron, Pignans, Collobrières ou encore Gassin (ville d'accueil du Shakedown).
Le rallye a attiré des participants célèbres, parmi ceux-ci : le nonuple champion du monde des rallyes Sébastien Loeb (vainqueur 2000, 2009, 2014 et 2019), le quadruple champion du monde de Formule 1 Alain Prost, le champion WRC 1994 Didier Auriol (vainqueur 1987 et 1988), Freddy Loix, Craig Breen, Jari-Matti Latvala (vainqueur 2011), Dany Snobeck (vainqueur 1982 et 2008), Romain Dumas victorieux aux 24 Heures du Mans 2010, François Chatriot (vainqueur 1985, 1986 et 1989) et le pilote victorieux au Grand Prix automobile du Canada 2008 chez BMW Sauber F1 Team, Robert Kubica. En 2011, Jari-Matti Latvala a été le premier pilote étranger à remporter le rallye, sa première victoire sur asphalte.
Le Rallye du Var se déroulant en fin de saison (fin novembre), accueille chaque année de nombreux pilotes étrangers, dont certains de notoriété, en raison de son niveau élevé. Par exemple, en 2024, Mathieu Franceshi (vice champion d'Europe cette même année) s'est inscrit à la dernière manche du Championnat de France des rallyes car : « La saison ERC est bouclée mais [...] j'ai hâte de me confronter aux leaders du championnat pour ce final ».

## Histoire
La première édition est organisée en 1950 : Dekuypert sur Simca 8 remporte l'épreuve.
L'épreuve a compté pour le championnat d'Europe de 1984 à 2001.
L'édition 2020 a été annulée à la suite du deuxième confinement lié à la pandémie de Covid-19 en France,.
En 2024, la spéciale mythique du Mont Faron, rayée de la carte depuis 1992, fait sa réapparition au programme.
Le rallye clôt généralement le championnat de France de la spécialité.
Le record de victoires appartient à Sébastien Loeb, qui a gagné quatre fois sur le port de Sainte-Maxime. Bernard Darniche, Guy Fréquelin, François Chatriot, Cédric Robert, quant à eux, l'ont remporté à trois reprises.

## Palmarès

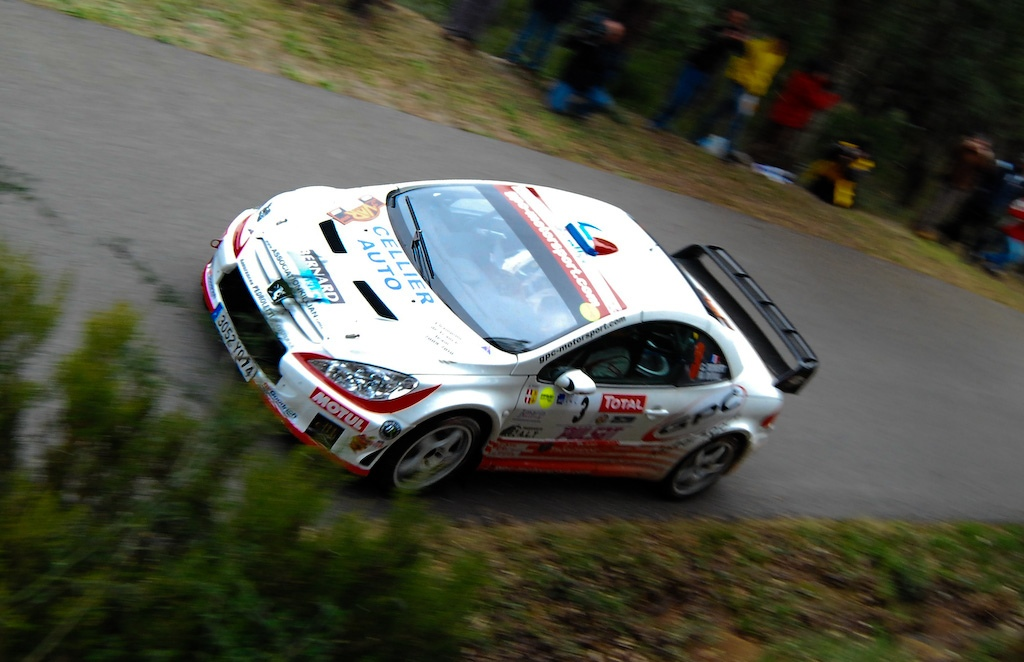
Cédric Robert, vainqueur de l'édition 2010.

| Année | Pilote                                 | Copilote                               | Voiture                                |
| ----- | -------------------------------------- | -------------------------------------- | -------------------------------------- |
| 2000  | Sébastien Loeb                         | Daniel Elena                           | Citroën Xsara Kit-Car                  |
| 2001  | Stéphane Sarrazin                      | Jacques-Julien Renucci                 | Subaru Impreza WRC                     |
| 2002  | Cédric Robert                          | Gérald Bedon                           | Peugeot 206 S1600                      |
| 2003  | Simon Jean-Joseph                      | Jack Boyère                            | Renault Clio S1600                     |
| 2004  | Alexandre Bengué                       | Caroline Escudero                      | Peugeot 206 WRC                        |
| 2005  | Nicolas Bernardi                       | Jean-Marc Fortin                       | Peugeot 206 WRC                        |
| 2006  | Nicolas Vouilloz                       | Nicolas Klinger                        | Peugeot 307 WRC                        |
| 2007  | Jean-Marie Cuoq                        | David Marty                            | Peugeot 307 WRC                        |
| 2008  | Dany Snobeck                           | Gilles Mondésir                        | Peugeot 307 WRC                        |
| 2009  | Sébastien Loeb                         | Séverine Loeb                          | Citroën C4 WRC                         |
| 2010  | Cédric Robert                          | Mathieu Duval                          | Peugeot 307 WRC                        |
| 2011  | Jari-Matti Latvala                     | Miikka Anttila                         | Ford Fiesta RS WRC                     |
| 2012  | Cédric Robert                          | Mathieu Duval                          | Peugeot 207 S2000                      |
| 2013  | Julien Maurin                          | Nicolas Klinger                        | Ford Fiesta WRC                        |
| 2014  | Sébastien Loeb                         | Séverine Loeb                          | Citroën DS3 WRC                        |
| 2015  | David Salanon                          | Romain Roche                           | Ford Fiesta WRC                        |
| 2016  | Kévin Abbring                          | Sebastian Marshall                     | Hyundai i20 R5                         |
| 2017  | David Salanon                          | Jérôme Degout                          | Ford Fiesta WRC                        |
| 2018  | Yoann Bonato                           | Benjamin Boulloud                      | Citroën C3 R5                          |
| 2019  | Sébastien Loeb                         | Laurène Godey                          | Hyundai i20 Coupe WRC                  |
| 2020  | Épreuve annulée (pandémie de Covid-19) | Épreuve annulée (pandémie de Covid-19) | Épreuve annulée (pandémie de Covid-19) |
| 2021  | Nicolas Ciamin                         | Yannick Roche                          | Skoda Fabia Rally2 Evo                 |
| 2022, | Nicolas Ciamin                         | Yannick Roche                          | Hyundai i20 N Rally2                   |
| 2023, | Yoann Bonato                           | Benjamin Boulloud                      | Citroën C3 Rally2 (en)                 |
| 2024, | Yoann Bonato                           | Benjamin Boulloud                      | Citroën C3 Rally2                      |